# Incoronazione di spine (Tiziano Parigi)
L'Incoronazione di spine è un dipinto a olio su tela, misurante 303x180 cm, eseguito dal pittore italiano Tiziano Vecellio tra il 1542 e il 1543. È conservato nella stanza 6 dei dipinti italiani, all'interno del Musée du Louvre di Parigi. Sullo stesso soggetto fra il 1572-76, l'autore dipinse un'altra tela che è attualmente conservata all'Alte Pinakothek di Monaco di Baviera.

## Storia
La grande pala era stata eseguita su commissione della Confraternita della Chiesa di Santa Maria delle Grazie a Milano, per adornare l'altare maggiore della Cappella della Santa Corona. L'opera fu oggetto di spoliazioni napoleoniche durante l'occupazione francese della Lombardia, ma non venne richiesta indietro dal governo Austriaco dopo il Congresso di Vienna.